# Anne Bontemps
Anne Bontemps (an(ə) bɔ̃ˈtɑ̃; * 1986 in Eupen) ist eine aus Belgien stammende Theaterschauspielerin und Sängerin, die durch ihre Karriere an verschiedenen staatlichen und privaten Theaterbühnen Deutschlands bekannt wurde und insbesondere durch ihre Rolle als Édith Piaf am Theater Paderborn Aufmerksamkeit erlangte.

## Leben
Anne Bontemps wuchs in der großenteils deutschsprachigen Stadt Eupen in den Ostkantonen Belgiens auf und lernte neben ihrer deutschen Muttersprache auch Französisch. Ihre ältere Schwester, zu der sie nach eigener Aussage eine sehr enge Beziehung hat, wanderte nach Brasilien aus, um dort an landwirtschaftlichen und künstlerischen Projekten mitzuarbeiten, kehrte später aber nach Belgien zurück und wurde dort unter anderem Mitbegründerin des ersten Waldkindergartens der DG Belgiens.
Anne Bontemps begeisterte sich in ihrer Jugend für Rollenspiele und Verkleidungen bei Karnevalsveranstaltungen, die sie so beherrschte, dass ihre Mutter sie einmal in den eigenen vier Wänden für eine fremde Frau hielt. Diese Vorlieben wie auch ihre Begeisterung für Dramen unter anderem von Friedrich Schiller weckten ihr Interesse an einer Theaterlaufbahn. Nachdem sie 2004 ihre belgische Schulausbildung am Königlichen Athenaeum Eupen mit der allgemeinen Hochschulreife abgeschlossen hatte, ging sie in das nahe gelegene Aachen, um an der Theaterschule Aachen die Schauspielkünste zu lernen. 2009 erlangte sie hier die Bühnenreife. Es folgte ein Studium an der Hochschule für Musik, Theater und Medien in Hannover, das sie 2013 mit einem Diplom abschloss. Hier wirkte sie auch an der Theaterproduktion Paradies der Barbaren mit, die beim Schauspielschultreffen in Wien 2012 mehrere Auszeichnungen erhielt. In den Jahren 2012 und 2013 übernahm sie am Staatstheater Hannover eine Rolle als Hedwig Herdmann in einer Dramatisierung des Kinderbuches Hilfe, die Herdmanns kommen! der US-amerikanischen Schriftstellerin Barbara Robinson und am Theater Bremen als Alexandra Iwanowna im Drama Platonow von Anton Tschechow.
2013 wurde Anne Bontemps am Theater Paderborn fest engagiert, als Katharina Kreuzhage vom Theater der Stadt Aalen nach Paderborn kam und Intendantin des Paderborner Theaters wurde. Zu den von ihr gespielten Rollen unter der Regie von Kreuzhage gehörten unter anderem Antigone im gleichnamigen Drama von Sophokles sowie ein somalischer Pirat in Mode und Wirklichkeit von Wolfram Lotz. Im Theaterstück Der kleine Horrorladen von Howard Ashman und Alan Menken unter der Regie von Ingmar Otto trat sie als Audrey auf, wobei sie auch sang. Ein Durchbruch gelang ihr mit der Rolle als Édith Piaf in dem Theaterstück Piaf! Keine Tränen von Juliane Kann unter der Regie von Nikolaos Boitsos, das zwei Spielzeiten lang gespielt wurde und ein „Publikumshit“ wurde. Zusammen mit Alexander Wilß und Natascha Heimes erhielt Anne Bontemps den Theaterpreis der Theaterfreunde Paderborn. In der Rolle von Piaf erhielt sie mediale Aufmerksamkeit auch in Belgien.
Mit der von ihrem Vater, dem Musiker und Gastwirt Marc Bontemps, gegründeten mehrköpfigen belgischen Musikgruppe Les Copains d’abord, benannt nach dem gleichnamigen Lied von Georges Brassens, spielt sie Konzerte in Belgien und Deutschland. Sie ist die einzige Frau in der Band und singt auch hier vorrangig Lieder von Édith Piaf.
Schließlich spielte Anne Bontemps in Paderborn noch die Judy Belushi im Musical The Blues Brothers, das Ingmar Otto nach der Filmkomödie Blues Brothers von Dan Aykroyd und John Landis geschrieben hatte, sowie die Lola in einer von Peter Turrini geschriebenen Theaterversion des Films Der blaue Engel, wo sie auch sang. Am 4. Februar 2018, als sie bereits in München spielte, erhielt sie hierfür zum zweiten Mal in Folge den Preis der Theaterfreunde Paderborn.
Zum Ende der Theatersaison 2016 verließ Anne Bontemps gleichzeitig mit vier anderen (Maria Thomas, Natascha Heimes, Max Rohland und Markus Schultz) das Paderborner Theater und nahm ein festes Engagement an der Schauburg in München an. Hier spielte sie unter anderem wieder in Barbara Robinsons Hilfe, die Herdmanns kommen!, allerdings diesmal die älteste Schwester Eugenia, sowie die Rolle der Mutter Samsa in dem Theaterstück Die Verwandlung (nach Vorlagen von Franz Kafka). Ein Erfolg wurde auch das in Regie von Ulrike Günther an der Münchner Schauburg mit Anne Bontemps und David Benito Garcia aufgeführte Kinderstück Ich lieb dich von Kristo Šagor, der dafür 2019 den Mülheimer KinderStückePreis und den Preis der Jugend-Jury erhielt. Mit der COVID-19-Pandemie wurden ab März 2020 die geplanten Aufführungen abgesagt, und wie andere Kulturschaffende wurde Anne Bontemps so arbeitslos.
Noch im selben Jahr kehrte sie nach Aachen zurück, um u. a. am Figurentheater (Fithe) von Heinrich Heimlich (Heinrich Zwissler) im benachbarten belgischen Kelmis mitzuwirken. Sie probte als Hauptdarstellerin in einem Puppenstück Was macht die Nacht? unter der Regie von Ulrike Günther, doch hat es bisher wegen der Pandemie keine öffentlichen Aufführungen geben können.

## Familie
Anne Bontemps hat einen Sohn, den sie 2023 gebar. Sie lebt in Aachen.